# Alan Isler
Alan Isler (* 1934 in London; † 29. März 2010) war ein US-amerikanischer Schriftsteller britischer Herkunft.

## Leben und Werk
Isler wanderte im Alter von achtzehn Jahren 1952 in die USA aus. Von 1954 bis 1956 diente er in der US-Armee. An der Columbia University promovierte er in Englischer Literatur über den elisabethanischen Schriftsteller Philip Sidney. 1967 erhielt er einen Lehrstuhl für Englische Literatur am Queens College der City University of New York, den er bis zu seiner Emeritierung 1995 innehatte.
Sein erster Roman Der Prinz der West End Avenue gewann 1994 den National Jewish Book Award. Im Jahr darauf erreichte er mit diesem Buch die Runde der letzten Zwölf beim renommierten Booker Prize. 1996 wurde er mit dem Wingate Literary Prize ausgezeichnet.
Zuletzt lebte Isler in New York und Sag Harbour. Er war verheiratet mit Ellen Isler und hatte vier Kinder und zwei Stiefkinder.
Alan Isler starb nach langer Krankheit am 29. März 2010 im Alter von 75 oder 76 Jahren.

## Werke
- The moral philosophy of Sidney's two Arcadias. A study of some principal themes. Mikrofilm, Ph. D. Columbia University 1966.
- The Prince of West End Avenue, 1996.
  - Der Prinz der West End Avenue, Roman. Deutsch von Karin Kersten, Berlin-Verlag München 1996, ISBN 978-3-8270-0184-9.
- The Bacon Fancier (also published as Op. Non. Cit.), 1997.
  - Op.non.cit., Vier Novellen. Aus dem Englischen von Heidi Zerning, Berlin-Verlag München 1996, ISBN 978-3-8270-0257-0.
- Kraven Images, 1997.
  - Goetzens Bilder, Roman. Aus dem Englischen von Heidi Zerning, Berlin-Verlag München 1998, ISBN 978-3-8270-0221-1.
- Clerical Errors, 2002.
  - Klerikale Irrtümer, Roman. Aus dem Englischen von Stefanie Schaffer-de Vries, Berlin-Verlag München 2002, ISBN 978-3-8270-0383-6.
- The Living Proof, 2005.
  - Der lebende Beweis, Roman. Aus dem Englischen von Silvia Morawetz, Berlin-Verlag München 2007, ISBN 978-3-8270-0580-9.